# De muizeval en andere verhalen
De muizenval en andere verhalen (ook bekend als De muizenval (2006), en De muizeval en vijf andere korte verhalen (1982)) is een boek met zes korte verhalen geschreven door Agatha Christie. De bundel werd voor het eerst uitgegeven door Dodd Mead and Company in de Verenigde Staten in 1950. De Amerikaanse versie van de bundel bevat meer verhalen dan de Nederlandse variant. Drie verhalen zijn opgenomen in "Jane zoekt een baan" (1966) en één in "Avontuur met een kerstpudding" (1961). Ook werd één verhaal toegevoegd. 
| Engelse titel                                | Nederlandse titel                     | Nederlandse bundel            |
| -------------------------------------------- | ------------------------------------- | ----------------------------- |
| Three Blind Mice                             | De muizeval                           | (1e hoofdstuk)                |
| Strange Jest                                 | Het suikeroompje                      | Jane zoekt een baan           |
| The Tape-Measure Murder                      | Moord met het meetlint                | (2e hoofdstuk)                |
| The Case of the Perfect Maid                 | Het geval van de volmaakte dienstbode | (3e hoofdstuk)                |
| The Case of the Caretaker                    | Het geval van de huisbewaardster      | (4e hoofdstuk)                |
| The Third Floor Flat                         | Moord in het flatgebouw               | Jane zoekt een baan           |
| The Adventure of Johnny Waverly              | Het avontuur van Johnny Waverly       | (5e hoofdstuk)                |
| Four-and-Twenty Blackbirds                   | De ongelooflijke diefstal             | Avontuur met een kerstpudding |
| The Love Detectives                          | In naam der liefde                    | Jane zoekt een baan           |
| A Fruitful Sunday (niet in originele bundel) | Een vruchtbare zondag                 | (6e hoofdstuk)                |